# Settimana Ciclistica Italiana 2021
La Settimana Ciclistica Italiana 2021, denominata anche Settimana Ciclistica Italiana sulle Strade della Sardegna, prima edizione della corsa, valida come prova di classe 2.1 dell'UCI Europe Tour 2021 e come nona prova della Ciclismo Cup 2021, si svolse in cinque tappe dal 14 al 18 luglio 2021 su un percorso totale di 859,2 km, con partenza da Alghero e arrivo a Cagliari, in Sardegna. La vittoria fu appannaggio dell'italiano Diego Ulissi, il quale completò il percorso in 20h30'24", precedendo il belga Sep Vanmarcke ed il connazionale Giovanni Aleotti.
Sul traguardo di Cagliari 122 ciclisti, su 144 partiti da Alghero, portarono a termine la competizione.

## Tappe
| Tappa  | Data      | Percorso            | km    | Vincitore di tappa | Leader cl. generale |
| ------ | --------- | ------------------- | ----- | ------------------ | ------------------- |
| 1ª     | 14 luglio | Alghero > Sassari   | 155,8 | Diego Ulissi       | Diego Ulissi        |
| 2ª     | 15 luglio | Sassari > Oristano  | 184,3 | Pascal Ackermann   | Diego Ulissi        |
| 3ª     | 16 luglio | Oristano > Cagliari | 180,9 | Pascal Ackermann   | Diego Ulissi        |
| 4ª     | 17 luglio | Cagliari > Cagliari | 168   | Diego Ulissi       | Diego Ulissi        |
| 5ª     | 18 luglio | Cagliari > Cagliari | 170,2 | Pascal Ackermann   | Diego Ulissi        |
| Totale | Totale    | Totale              | 859,2 |                    |                     |

## Squadre e corridori partecipanti
| N.      | Cod. | Squadra                     |
| ------- | ---- | --------------------------- |
| 1-7     | ITA  | Italia                      |
| 11-17   | TBV  | Bahrain Victorious          |
| 21-27   | BOH  | Bora-Hansgrohe              |
| 31-37   | ISN  | Israel Start-Up Nation      |
| 41-47   | MOV  | Movistar Team               |
| 51-57   | BEX  | Team BikeExchange           |
| 61-67   | UAD  | UAE Team Emirates           |
| 71-77   | ANS  | Androni Giocattoli-Sidermec |
| 81-87   | BCF  | Bardiani-CSF-Faizanè        |
| 91-97   | DKO  | Delko                       |
| 101-107 | EOK  | Eolo-Kometa Cycling Team    |

| N.      | Cod. | Squadra                       |
| ------- | ---- | ----------------------------- |
| 111-117 | EUS  | Euskaltel-Euskadi             |
| 121-127 | GAZ  | Gazprom-RusVelo               |
| 131-137 | SVB  | Sport Vlaanderen-Baloise      |
| 141-147 | ARK  | Team Arkéa-Samsic             |
| 151-157 | UXT  | Uno-X Pro Cycling Team        |
| 161-167 | THR  | Vini Zabù                     |
| 171-177 | AMO  | Amore & Vita                  |
| 181-187 | GTS  | Giotti Victoria-Savini Due    |
| 191-197 | MGK  | MG.K Vis VPM                  |
| 201-207 | IWM  | Work Service-Marchiol-Dynatek |

## Dettagli delle tappe

### 1ª tappa
- 14 luglio: Alghero > Sassari – 155,8 km

Risultati
| Pos. | Corridore        | Squadra | Tempo    |
| ---- | ---------------- | ------- | -------- |
| 1    | Diego Ulissi     | UAE     | 3h40'31" |
| 2    | Alberto Bettiol  | Italia  | s.t.     |
| 3    | Giovanni Aleotti | Bora    | s.t.     |

| Pos. | Corridore        | Squadra | Tempo    |
| ---- | ---------------- | ------- | -------- |
| 1    | Diego Ulissi     | UAE     | 3h40'21" |
| 2    | Alberto Bettiol  | Italia  | a 4"     |
| 3    | Giovanni Aleotti | Bora    | a 6"     |

Descrizione e riassunto
Il profilo della tappa è diviso in due parti. La prima fase infatti è pressoché pianeggiante, con la corsa che dalla città di Alghero si dirige verso nord fino a Porto Torres per poi riscendere in direzione Sassari fino ad un passaggio sulla linea del traguardo. Da qui inizia un circuito nel Coros discretamente movimentato dal punto di vista altimetrico con 2200 metri di dislivello e tre GPM: il primo di seconda categoria a Ossi (4 km al 5,0% di pendenza media) e gli altri due di terza categoria alla necropoli di Mesu 'e Montes (3,3 km al 6,4% con punte tra il 9 ed il 10%) e alla Scala di Giocca posizionato a 5 km dal traguardo di Sassari posto in via Duca degli Abruzzi.
Nel primo tratto di pianura vanno in fuga in 9, poi ridottisi a cinque elementi: il norvegese Jonas Abrahamsen, l'italiano Luca Wackermann, lo spagnolo Ibai Azurmendi, lo svizzero Simon Pellaud e il belga Rune Herregodts. Solo questi ultimi due resistono, fino a 17 chilometri dalla fine, a ridosso delle ultime rampe nei pressi di Sassari quando vengono ripresi dal gruppo ristretto a 24 unità. Sulla Scala di Giocca vari corridori provano a evadere, su tutti Gianni Moscon, ma i vari tentativi non vanno a buon fine e così sull'arrivo di Sassari la spunta Diego Ulissi della UAE Emirates su  Alberto Bettiol dell'Italia e Giovanni Aleotti della Bora-Hansgrohe.

### 2ª tappa
- 15 luglio: Sassari > Oristano – 184,3 km

Risultati
| Pos. | Corridore        | Squadra      | Tempo    |
| ---- | ---------------- | ------------ | -------- |
| 1    | Pascal Ackermann | Bora         | 4h26'40" |
| 2    | Barnabás Peák    | BikeExchange | s.t.     |
| 3    | Sep Vanmarcke    | Israel       | s.t.     |

| Pos. | Corridore       | Squadra | Tempo    |
| ---- | --------------- | ------- | -------- |
| 1    | Diego Ulissi    | UAE     | 8h07'01" |
| 2    | Alberto Bettiol | Italia  | a 4"     |
| 3    | Sep Vanmarcke   | Israel  | a 6"     |

Descrizione e riassunto
Tappa, la più lunga della corsa, dal profilo altimetrico opposto rispetto alla precedente, con un andamento mosso nella prima parte e con la seconda invece pianeggiante. Dopo la partenza da Sassari ci si inoltra in alcuni segmenti della tappa precedente per poi affrontare i GPM di giornata a Banari (3,7 km al 5,4%)e a Bonorva (2,5 km al 5%). Vari saliscendi tra Macomer e Cuglieri conducono all'ultimo GPM, il valico La Madonnina, che con 881 metri di quota rappresenta la quota più elevata toccata nell’intera corsa. Dopo questa ascesa di 10,7 km con pendenza media del 4,9% si va in picchiata verso il Campidano di Oristano attraversando Santu Lussurgiu, Bonarcado e San Vero Milis. Arrivati sotto lo striscione di arrivo a Oristano si percorre un circuito finale di 16,7 km che porta alla frazione di Marina di Torre Grande e ritorno nel capoluogo arborense al traguardo di Via Cagliari.
Nella prima parte vallonata si avvantaggiano in fuga cinque corridori, tra cui ancora Simon Pellaud che ne approfitta per passare primo a Pozzomaggiore e secondo nel valico la Madonnina, consolidando quindi la sua leadership nella classifica degli scalatori. Dopo lo scollinamento si plana verso Oristano e qui sono lo stesso svizzero, il lettone Krists Neilands, il colombiano Santiago Buitrago e l'italiano Fausto Masnada a provare il colpo di mano, soprattutto quest'ultimo che rimane da solo ma viene ripreso dal gruppo a sette chilometri dal traguardo. Si arriva quindi alla volata a ranghi compatti e a spuntarla è il tedesco Pascal Ackermann della Bora-Hansgrohe davanti all'ungherese Barnabás Peák della BikeExchange e il belga Sep Vanmarcke della Israel Start-Up Nation.

### 3ª tappa
- 16 luglio: Oristano > Cagliari – 180,9 km

Risultati
| Pos. | Corridore        | Squadra | Tempo    |
| ---- | ---------------- | ------- | -------- |
| 1    | Pascal Ackermann | Bora    | 4h08'34" |
| 2    | Jonathan Milan   | Bahrain | s.t.     |
| 3    | Rudy Barbier     | Israel  | s.t.     |

| Pos. | Corridore        | Squadra | Tempo     |
| ---- | ---------------- | ------- | --------- |
| 1    | Diego Ulissi     | UAE     | 12h15'35" |
| 2    | Sep Vanmarcke    | Israel  | a 6"      |
| 3    | Giovanni Aleotti | Bora    | s.t.      |

Descrizione e riassunto
Si riparte da Santa Giusta, alle porte di Oristano e nella prima parte si percorrono le strade pianeggianti del Campidano. Arrivati a San Gavino Monreale si punta verso la valle ai piedi del Monte Linas: prima la breve ma suggestiva rampa che conduce a Villacidro, classificata come GPM di seconda categoria (1,5 km circa al 5%), poi si lambisce Arbus e si affronta lungo la SS 126 la prima vera salita di giornata, il Passo Bidderdi, non classificata come GPM. Superato il valico si va in picchiata verso Fluminimaggiore e si risale verso il secondo GPM di giornata, di seconda categori il Passo Genna Bogai (8 km al 5%). Da lì in poi si entra nell'Iglesiente in pianura arrivando a Cagliari da nord-ovest fino al traguardo posto in viale Diaz.
Pronti via e si avvantaggiano subito cinque corridori: gli spagnoli Ibai Azurmendi della Euskaltel-Euskadi e Arturo Grávalos della Eolo-Kometa, il russo Igor' Boev della Gazprom-RusVelo, il belga Cédric Beullens della Sport Vlaanderen-Baloise e il neozelandese Paul Wright della MG.K Vis VPM. Visto il facile arrivo pianeggiante però il gruppo non ha lasciato troppo spazio e i fuggitivi son stati ripresi poco dopo l'abitato di Fluminimaggiore al termine delle tre asperità di giornata. Una volta ricompattatasi, la carovana è arrivata sul rettilineo di viale Diaz a Cagliari e in volata ha fatto il bis il tedesco Pascal Ackermann della Bora-Hansgrohe battendo al fotofinish l'italiano Jonathan Milan della Bahrain Victorious e conquistando così anche la maglia bianca della classifica a punti

### 4ª tappa
- 17 luglio: Cagliari > Cagliari – 168 km

Risultati
| Pos. | Corridore     | Squadra | Tempo    |
| ---- | ------------- | ------- | -------- |
| 1    | Diego Ulissi  | UAE     | 4h03'58" |
| 2    | A. Rabušėnka  | UAE     | s.t.     |
| 3    | Sep Vanmarcke | Israel  | s.t.     |

| Pos. | Corridore        | Squadra | Tempo     |
| ---- | ---------------- | ------- | --------- |
| 1    | Diego Ulissi     | UAE     | 16h19'23" |
| 2    | Sep Vanmarcke    | Israel  | a 12"     |
| 3    | Giovanni Aleotti | Bora    | a 16"     |

Descrizione e riassunto
Tappa che, con partenza e arrivo nel capoluogo sardo, si sviluppa nelle alture del Gerrei, nella zona sud-orientale dell'isola. Dopo 41,5 chilometri la prima asperità in località San Giorgio a Dolianova (4,0 km al 5,9%) poi la frazione diventa mossa fino alla valle del Flumendosa, tra San Nicolò Gerrei ed Armungia. Un po' di respiro e poi si affronta la salita di Villasalto, GPM di prima categoria (8,2 km al 5,5% medio ma con punte a doppia cifra) e dopo una breve discesa il terzo ed ultimo GPM nel Valico Planu Sànguini, posizionato a 56 km circa, in progressiva discesa, dall'arrivo di Cagliari sempre in viale Diaz.
Dopo 19 chilometri di gara vanno in fuga il lituano Evaldas Šiškevičius, il belga Aaron Verwilst, il colombiano Miguel Flórez, il norvegese Jonas Abrahamsen e l'italiano Raul Colombo. A questi poco dopo si aggiungono altri 19 corridori, contenenti tutti i principali candidati alla vittoria della classifica generale: Mark Padun, Santiago Buitrago e Stephen Williams della Bahrain Victorious, Felix Großschartner e Giovanni Aleotti della Bora-Hansgrohe, Ben Hermans, Sep Vanmarcke e Krists Neilands della Israel Start-Up Nation, Sergio Samitier e Davide Villella della Movistar Team, Tanel Kangert, Tsgabu Grmay e Andrey Zeits della BikeExchange, Alexandr Riabushenko e Diego Ulissi della UAE Emirates, Santiago Umba della Androni Giocattoli-Sidermec, Ilnur Zakarin della Gazprom-RusVelo, Maxime Bouet Arkéa-Samsic e Paul Double della MG.K Vis VPM.
Superate le asperità di giornata, poco dopo Dolianova Vanmarcke, Villella, Großschartner e Padun,   rispettivamente a 6, 10, 10 e 20 secondi dal leader della generale Ulissi, provano ad allungare ma gli inseguitori riescono a tenerli a vista e il ricongiungimento arriva a 10 chilometri circa all'altezza del Poetto di Quartu e il plotoncino arriva compatto all'arrivo dove è proprio Ulissi a bissare la vittoria della prima tappa e consolidare la sua leadership nella generale, oltre a riprendersi la maglia bianca della classifica a punti. Santiago Buitrago della Bahrain Victorious invece grazie ai piazzamenti nei GPM toglie a Simon Pellaud la maglia verde degli scalatori.

### 5ª tappa
- 18 luglio: Cagliari > Cagliari – 170,2 km

Risultati
| Pos. | Corridore         | Squadra | Tempo    |
| ---- | ----------------- | ------- | -------- |
| 1    | Pascal Ackermann  | Bora    | 4h11'01" |
| 2    | Jhonatan Restrepo | Androni | s.t.     |
| 3    | Sep Vanmarcke     | Israel  | s.t.     |

| Pos. | Corridore        | Squadra | Tempo     |
| ---- | ---------------- | ------- | --------- |
| 1    | Diego Ulissi     | UAE     | 20h30'24" |
| 2    | Sep Vanmarcke    | Israel  | a 8"      |
| 3    | Giovanni Aleotti | Bora    | a 16"     |

Descrizione e riassunto
Ultima tappa ancora con partenza ed arrivo a Cagliari, ma che si sviluppa nel Sulcis, regione sudoccidentale della Sardegna. Prima parte pianeggiante lungo la Strada Provinciale 2 Pedemontana, ma superata Villamassargia si affronta per la prima volta il Valico di Punta Coremò (4,5 km al 6,2%), classificato come seconda categoria. Successivamente ci si dirige verso Carbonia percorrendo una anello che riconduce all'ascesa per la seconda volta di Punta Coremò, quando mancano 68,8 km al traguardo. Si segue la medesima discesa per un primo tratto, per virare verso Narcao con ancora qualche saliscendi fino al Lago di Bau Pressiu. Da lì in poi si ritorna sulla Pedemontana procedendo in pianura sulla medesima strada in senso contrario di inizio tappa per poi rientrare a Cagliari con il medesimo arrivo della terza tappa.
Dopo 13 chilometri di corsa si forma il gruppetto di fuggitivi composto dagli italiani Adriano Brogi e Stefano Di Benedetto, il basco Ibai Azurmendi e il francese Lucas De Rossi e al chilometro 70 si aggiunge Stefano Pirazzi avvantaggiatosi sul primo passaggio al GPM di Punta Coremò. Arrivano ad avere fino a 3 minuti di vantaggio sul gruppo ma la poca collaborazione li fa arrivare prima scaglionati sul secondo GPM e vengono ripresi dal gruppo al chilometro 107. Poco dopo si il gruppo si spezza in due tronconi e nel secondo c'è anche Elia Viviani. I gruppi fanno l'elastico rimanendo distanziati da poche decine di secondi ma il ricongiungimento non arriverà mai. È quindi volata per il primo plotoncino ed è dominata dal tedesco Pascal Ackermann che fa tris, quasi per distacco. Diego Ulissi della UAE Emirates nonostante una foratura a metà tappa arriva assieme ai primi e vince così la corsa a tappe, mentre il velocista della Bora-Hansgrohe vince la maglia bianca della classifica a punti, Giovanni Aleotti la maglia arancio dei giovani e Santiago Buitrago la maglia verde della classifica degli scalatori.

## Evoluzione delle classifiche
| Tappa              | Vincitore          | Classifica generale Maglia azzurra | Classifica a punti Maglia bianca | Classifica scalatori Maglia verde | Classifica giovani Maglia arancione | Classifica a squadre   |
| ------------------ | ------------------ | ---------------------------------- | -------------------------------- | --------------------------------- | ----------------------------------- | ---------------------- |
| 1ª                 | Diego Ulissi       | Diego Ulissi                       | Diego Ulissi                     | Simon Pellaud                     | Giovanni Aleotti                    | Italia                 |
| 2ª                 | Pascal Ackermann   | Diego Ulissi                       | Diego Ulissi                     | Simon Pellaud                     | Giovanni Aleotti                    | Italia                 |
| 3ª                 | Pascal Ackermann   | Diego Ulissi                       | Pascal Ackermann                 | Simon Pellaud                     | Giovanni Aleotti                    | Israel Start-Up Nation |
| 4ª                 | Diego Ulissi       | Diego Ulissi                       | Diego Ulissi                     | Santiago Buitrago                 | Giovanni Aleotti                    | Bahrain Victorious     |
| 5ª                 | Pascal Ackermann   | Diego Ulissi                       | Pascal Ackermann                 | Santiago Buitrago                 | Giovanni Aleotti                    | Israel Start-Up Nation |
| Classifiche finali | Classifiche finali | Diego Ulissi                       | Pascal Ackermann                 | Santiago Buitrago                 | Giovanni Aleotti                    | Israel Start-Up Nation |

Maglie indossate da altri ciclisti in caso di due o più maglie vinte
- Nella 2ª e 3ª tappa Alberto Bettiol ha indossato la maglia bianca al posto di Diego Ulissi.
- Nella 5ª tappa Pascal Ackermann ha indossato la maglia bianca al posto di Diego Ulissi.

## Classifiche finali

### Classifica generale - Maglia azzurra
| Pos. | Corridore        | Squadra      | Tempo     |
| ---- | ---------------- | ------------ | --------- |
| 1    | Diego Ulissi     | UAE          | 20h30'24" |
| 2    | Sep Vanmarcke    | Israel       | a 8"      |
| 3    | Giovanni Aleotti | Bora         | a 16"     |
| 4    | F. Großschartner | Bora         | a 20"     |
| 5    | Davide Villella  | Movistar     | s.t.      |
| 6    | Sergio Samitier  | Movistar     | s.t.      |
| 7    | Paul Double      | MG.K Vis     | s.t.      |
| 8    | Ben Hermans      | Israel       | s.t.      |
| 9    | Il'nur Zakarin   | Gazprom      | s.t.      |
| 10   | Andrej Zejc      | BikeExchange | a 27"     |

### Classifica a punti - Maglia bianca
| Pos. | Corridore        | Squadra | Punti |
| ---- | ---------------- | ------- | ----- |
| 1    | Pascal Ackermann | Bora    | 30    |
| 2    | Diego Ulissi     | UAE     | 22    |
| 3    | Sep Vanmarcke    | Israel  | 21    |
| 4    | Giovanni Aleotti | Bora    | 9     |
| 5    | Maxime Bouet     | Arkéa   | 9     |

### Classifica scalatori - Maglia verde
| Pos. | Corridore         | Squadra   | Punti |
| ---- | ----------------- | --------- | ----- |
| 1    | Santiago Buitrago | Bahrain   | 34    |
| 2    | Jonas Abrahamsen  | Uno-X     | 28    |
| 3    | Simon Pellaud     | Androni   | 27    |
| 4    | Rune Herregodts   | Sport Vl. | 17    |
| 5    | Ibai Azurmendi    | Euskaltel | 14    |

### Classifica giovani - Maglia arancione
| Pos. | Corridore         | Squadra | Tempo     |
| ---- | ----------------- | ------- | --------- |
| 1    | Giovanni Aleotti  | Bora    | 20h30'40" |
| 2    | Santiago Umba     | Androni | a 1'15"   |
| 3    | Santiago Buitrago | Bahrain | a 2'46"   |
| 4    | Matis Louvel      | Arkéa   | a 4'44"   |
| 5    | Andrij Ponomar    | Androni | a 4'51"   |

### Classifica a squadre
| Pos. | Squadra                | Tempo     |
| ---- | ---------------------- | --------- |
| 1    | Israel Start-Up Nation | 61h33'49" |
| 2    | Bahrain Victorious     | a 1'15"   |
| 3    | Movistar Team          | a 1'43"   |
| 4    | UAE Team Emirates      | a 2'28"   |
| 5    | Team BikeExchange      | a 4'38"   |